# أوتيلول ريشيتا
نادي أوتيلول ريشيتا (بالإنجليزية: Fotbal Club Municipal Reşiţa)‏ نادي كرة قدم روماني . تم تأسيس النادي في سنة 1926 وتم حله في سنة 2008 .